# Daniel Halksworth
Daniel Halksworth, né le 23 janvier 1986 à Jersey, est un triathlète et cycliste anglais, vainqueur sur triathlon Ironman.

## Palmarès triathlon
Le tableau présente les résultats les plus significatifs (podium) obtenus sur le circuit international d'aquathlon et de triathlon depuis 2010,.
| Année | Compétition                       | Pays        | Position          | Temps           |
| ----- | --------------------------------- | ----------- | ----------------- | --------------- |
| 2014  | Ironman Mont-Tremblant            | Royaume-Uni | Médaille d'argent | 8 h 35 min 15 s |
| 2013  | Ironman Royaume-Uni               | Royaume-Uni | Médaille d'or     | 8 h 45 min 48 s |
| 2012  | Ironman Royaume-Uni               | Royaume-Uni | Médaille d'or     | 8 h 55 min 11 s |
| 2010  | Championnats du monde d'aquathlon | Hongrie     | Médaille d'argent | 20 min 48 s     |
| 2010  | Championnats d'Asie d'aquathlon   | Thaïlande   | Médaille d'or     | 30 min 46 s     |

## Palmarès cyclisme
- 2017
  -  Médaillé d'or du contre-la-montre par équipes aux Jeux des Îles
  -  Médaillé de bronze du contre-la-montre aux Jeux des Îles